# La Serena
La Serena är en stad i Chile och är huvudstad i regionen Coquimbo. Staden grundades 1544 och är därmed den näst äldsta staden i Chile efter huvudstaden Santiago. Staden cirka 200 000 invånare, med cirka 400 000 invånare i hela storstadsområdet, inklusive den jämnstora staden Coquimbo. Staden är en semesterort under den chilenska sommaren.

## Historia
1544 grundade Pedro de Valdivia staden för att vara en länk mellan Santiago och Lima. Det exakta datumet som staden grundades är inte säkert, men antas vara antingen 15 november eller 30 december 1543, eller 4 september 1544. Under 1600-talet attackerades staden ofta av pirater, bland annat Bartholomew Sharp som brände och plundrade staden 1680.

## Klimat
La Serena har ett svalt ökenklimat och har tydliga årstider, då det på sommaren dagligen är kring 22 grader och inget regn, men med moln på morgonen och solsken på eftermiddagen. På vintern sjunker temperaturen till mellan 7 och 15 grader med mer regn, fast ändå inte mer än cirka 35 millimeter under de regnigaste månaderna (och totalt ungefär 100 millimeter regn under ett helt år). 

## Ekonomi
Den viktigaste inkomstkällan i La Serena är turism, då La Serena erbjuder långa stränder samt närhet till Valle de Elqui där bland annat den chilenska spritsorten Pisco produceras. Staden är även den viktigaste handelsplatsen i hela regionen.

## Sport
Staden har ett framgångsrikt fotbollslag, Club de Deportes La Serena, som tidvis spelat i den högsta divisionen för fotboll i Chile (Primera División de Chile). Klubben har sina största rivaler i den mest framgångsrika klubben i grannstaden Coquimbo, Club de Deportes Coquimbo Unido. I staden finns en fotbollsarena, Estadio La Portada, som mellan 2013 och 2014 undgår renovering. Sommaren 2015 kommer arenan vara en av spelplatserna i Copa América 2015, som avgörs i Chile.
I staden spelas även en tennisturnering, Challenger de La Serena, som spelas på en tennisstadion vid namn Campus Trentino vid Universidad del Mar. På samma stadion har även Davis Cup spelats, när Chile mötte Ryssland 2007.